# 双八元数
数学における双八元数（そうはちげんすう、英: bioctonion）または複素八元数（ふくそはちげんすう、英: complex octonion）は、双四元数 p, q の対 (p, q) として与えられる。二つの双八元数の積は、双四元数の乗法と双共軛 (biconjugate) p ↦ p* を用いて {\displaystyle (p,q)(r,s):=(pr-s^{*}q,\ sp+qr^{*})} と定義される。
- 双八元数 z ≔ (p, q) の共軛は z* ≔ (p*, −q) とする。
- 双八元数 z のノルムは N(z) ≔ zz* (= pp* + qq*) と定義され、これは八つの項を持つ複素二次形式（エルミート二次形式）である。

双八元数全体の成す多元環（双八元数代数、双八元数環）は、単純に実係数の八元数体の複素化として導入されることもあるが、抽象代数学においては複素数体・自明な対合・二次形式 z2 の三つ組からのケイリー–ディクソン構成の結果として得られる。双八元数環は一般八元数環の一つの例である。
双八元数の任意の対 y, z に対して {\displaystyle N(yz)=N(y)N(z)} が成り立つから、これにより N は合成可能な二次形式であることが分かり、したがって双八元数環は合成代数を成す。
複素八元数はクォークやレプトンの世代を記述するのに用いられた。